# أوزاركية
الأوزاركية (الاسم العلمي: Ozarkodina) هي جنس منقرض تتبع فصيلة فكيات الأسنان الملوقية من رتبة مخروطيات الأسنان.